# Bertil Sandegren
Herman Teodor Bertil Sandegren, född den 6 maj 1908 i Virudunagar, Sydindien, död den 13 februari 1986 i Mora, var en svensk jurist. Han var son till Carl Sandegren.
Sandegren avlade studentexamen i Uppsala 1926 och juris kandidatexamen 1932. Han genomförde tingstjänstgöring i Njudungs domsaga 1932–1935. Han blev fiskal i Svea hovrätt 1936 och assessor där 1942. Sandegren var  tillförordnad rådman i Västerås 1937–1939, tingsdomare i Södra Roslags domsaga 1943–1956, revisionssekreterare 1949–1951, häradshövding i Ovansiljans domsaga 1956–1970 och lagman i Mora tingsrätt 1971-1973. Han blev riddare av Nordstjärneorden 1953 och kommendör av samma orden 1968. Sandegren vilar på Mora nya begravningsplats.